# فيبكه كيثورن
فيبكه كيثورن (بالألمانية: Wiebke Kethorn) مواليد 10 أغسطس 1985 في نوردهورن، هي لاعبة كرة يد ألمانية تلعب كمحور. مثلت منتخب ألمانيا لكرة اليد للسيدات.

## سجل المنافسة
شاركت في البطولات التالية:
- بطولة العالم لكرة اليد للسيدات 2013

## روابط خارجية
- فيبكه كيثورن على موقع الاتحاد الأوروبي لكرة اليد (الإنجليزية)